# Antoine Durand-Gauthier
Pour les articles homonymes, voir Antoine Durand (homonymie), Durand et Gauthier.
Antoine Durand-Gauthier est un homme politique français né le 29 mai 1795 à Romorantin (Loir-et-Cher) et décédé le 11 juillet 1859 à Paris.

## Biographie
Avocat à Paris, il est député de Loir-et-Cher de 1837 à 1849, siégeant dans l'opposition libérale sous la Monarchie de Juillet, et chez les républicains conservateurs sous la deuxième République. Il est président du Conseil général en 1848.

## Sources
- « Antoine Durand-Gauthier », dans Adolphe Robert et Gaston Cougny, Dictionnaire des parlementaires français, Edgar Bourloton, 1889-1891 [détail de l’édition]